# 지방도 제571호선
지방도 제571호선은 충청북도 보은군 회남면 법수리와 청주시 상당구 미원면 운암 교차로를 잇는 충청북도의 지방도이다.

## 역사
본래 이 지방도는 '대전 ~ 회인선'이라 하여 충청남도 대덕군 동면 신상리 (지금의 대전광역시 동구 신상동)의 세천삼거리에서 국도 제4호선과 분기하여 충청북도 보은군 회인면 눌곡리에서 국도 제25호선과 만나면서 끝나는 지방도였으나 1989년 1월 1일부로 충청남도 대덕군이 대전직할시로 병합되면서 대전직할시에 속한 전 구간이 모두 지방도에서 해제되었다. 이후 1995년에 종점이 보은군 내북면 창리로 연장되어 국도 제19호선과 만나게 되었고 노선명도 '대전 ~ 창리선'으로 변경되었다. 대전광역시에 포함된 구간은 대전광역시도 제5호선으로 지정되었다.
- 2001년 12월 28일 : 보은군 회북면 고석리 1.24km 구간 확·포장 개통[1]
- 2003년 2월 14일 : 노선 폐지 및 재지정으로 종점이 '보은군 내북면 창리'에서 '보은군 내북면 화전리'로 변경[2]
- 2008년 12월 26일 : 지방도 도로구역 지정[3]
- 2011년 9월 2일 : 국도 제19호선 이설에 의해 구 국도 구간인 청원군 미원면 운암리까지 지방도 연장. 이에 따라 '대전 ~ 창리선'에서 '대전 ~ 운암선'으로 변경함.[4]

## 주요 경유지
- 보은군
  - 회남면 법수리(충청북도 경계) - 사음리 - 회남대교 - 신곡리 - 남대문삼거리 - 남대문교 - 남대문리 - 거교리 - 회남면 행정복지센터 - 거신교 - 조곡리 - 승곡교 - 금곡리 - 신추리
  - 회인면 신대리 - 죽암교 - 죽암리 - 송평삼거리 - 눌곡리 - 눌곡삼거리 - 중앙리 - 회인버스공동정류소 - 회인중학교 - 회인면 행정복지센터 - 용촌리 - 고석삼거리 - 고석교 - 고석리 - 고석2교 - 쌍암공원 - 쌍암리 - 쌍암재 (해발 290m)
  - 내북면 쌍암재 (해발 290m) - 법주리 - 염둔교 - 화전교 - 화전리 - 한화삼거리 - 창리교 - 창리2교 - 창리정류소 - 창리삼거리 - 내북면 행정복지센터 - 성암리 - 성암삼거리 - 봉황리

- 청주시
  - 상당구
    - 미원면 운암리 - 운암 교차로

### 해제 구간
이 구간은 대전광역시가 출범하면서 해제되었으며 1999년 3월 17일에 대전광역시도 제5호선으로 지정되었다.
- 대전광역시
  - 동구 세천삼거리 - 신상 교차로 - 대신고개 - 주촌동 - 오동

## 중복 구간
- 보은군 회인면 눌곡삼거리 ~ 고석삼거리 : 국도 제25호선과 중복

## 도로명
- 보은군 회남면 법수리 ~ 회인면 눌곡삼거리 : 회남로
- 보은군 회인면 눌곡삼거리 ~ 용촌리 : 회인로
- 보은군 회인면 용촌리 ~ 고석삼거리 : 보청대로
- 보은군 회인면 고석삼거리 ~ 내북면 한화삼거리 : 회인내북로
- 보은군 내북면 한화삼거리 ~ 청주시 상당구 미원면 운암 교차로 : 남부로

## 특이 사항
- 보은군 회인면 송평삼거리에서 만나는 접속 도로를 통해 회인 나들목과 연결된다.